# Юзе (Верхние Пиренеи)
Юзе́ (фр. Uzer, окс. Usèr) — коммуна во Франции, находится в регионе Юг — Пиренеи. Департамент — Верхние Пиренеи. Входит в состав кантона Баньер-де-Бигор. Округ коммуны — Баньер-де-Бигор.
Код INSEE коммуны — 65459.

## География

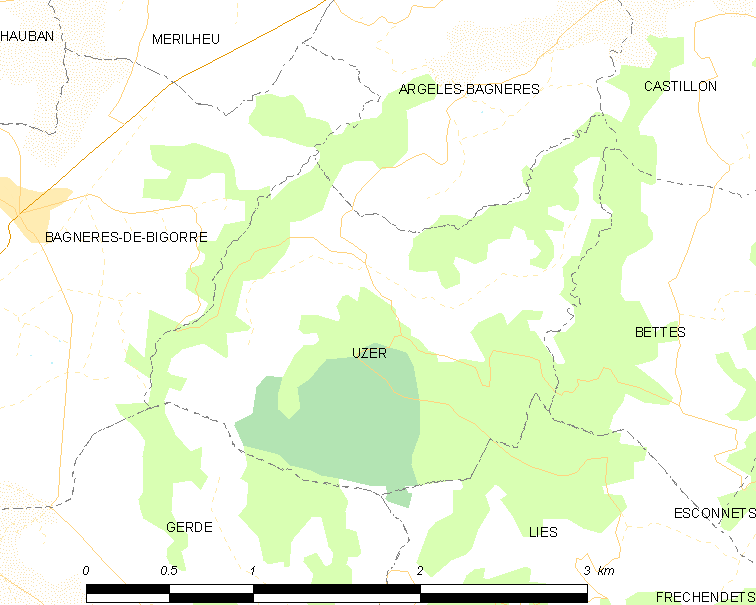
Карта коммуны

Коммуна расположена приблизительно в 670 км к югу от Парижа, в 120 км юго-западнее Тулузы, в 20 км к юго-востоку от Тарба.
По территории коммуны протекают реки Ли (фр. Lies), Люз и Эстамп (фр. Estampe).

## Климат
Климат умеренно-океанический с солнечной тёплой погодой и обильными осадками на протяжении практически всего года.

## Население
Население коммуны на 2010 год составляло 104 человека.
| 1962 | 1968 | 1975 | 1982 | 1990 | 1999 | 2010 |
| ---- | ---- | ---- | ---- | ---- | ---- | ---- |
| 95   | 74   | 74   | 71   | 82   | 96   | 104  |

## Администрация
| Период | Период | Фамилия              | Партия | Примечания |
| ------ | ------ | -------------------- | ------ | ---------- |
| 2001   | 2020   | Шанталь Альбан-Колом |        |            |

## Экономика
В 2010 году среди 64 человек трудоспособного возраста (15-64 лет) 40 были экономически активными, 24 — неактивными (показатель активности — 62,5 %, в 1999 году было 64,4 %). Из 40 активных жителей работали 38 человек (16 мужчин и 22 женщины), безработных было 2 (2 мужчин и 0 женщин). Среди 24 неактивных 10 человек были учениками или студентами, 11 — пенсионерами, 3 были неактивными по другим причинам.